# Ђорђе Марковић (глумац)
Ђорђе Марковић (Лозница, 14. мај 1983) српски је филмски, позоришни и гласовни глумац. Најпознатији је по улози Деспота Деспотовића у серији Шифра Деспот. Члан је Народног позоришта у Кикинди, у ком је играо у многобројни представама. Бави се синхронизацијом анимираних и играних серија и филмова за студије Хепи ТВ, Голд диги нет, Мириус, Лаудворкс, Ливада Београд, Моби, Синкер медија и Облакодер.

## Филмографија
| Год.       | Назив                                              | Улога                               |
| ---------- | -------------------------------------------------- | ----------------------------------- |
| 2000-е     |                                                    |                                     |
| 2007.      | Бора под окупацијом                                | Мане Тртица                         |
| 2007—2008. | Љубав и мржња                                      | Коста                               |
| 2007.      | Позориште у кући (2007)                            | курир                               |
| 2008.      | Ближњи                                             | инспектор                           |
| 2008.      | Последња аудијенција                               | новинар у скупштини                 |
| 2008.      | Почетак лета                                       | Маре                                |
| 2008.      | Читуља за Ескобара                                 | Лаза                                |
| 2010-е     |                                                    |                                     |
| 2010.      | Бела лађа                                          | Давидовић                           |
| 2010.      | Грех њене мајке                                    |                                     |
| 2010.      | Куку, Васа                                         |                                     |
| 2010.      | Село гори, а баба се чешља                         | таксиста                            |
| 2010.      | Сећање на Нешу                                     | себе                                |
| 2011.      | Непобедиво срце                                    |                                     |
| 2011.      | Практични водич кроз Београд са певањем и плакањем |                                     |
| 2012.      | Шешир професора Косте Вујића                       |                                     |
| 2014.      | Излаз у случају опасности                          | отац                                |
| 2015.      | Панта Драшкић — цена части                         | Панта Драшкић (млад)                |
| 2015.      | Придошлица                                         | полицијски официр                   |
| 2016.      | Први сервис                                        | Здравко Љиљак                       |
| 2016.      | Светски рекордери                                  | Страхиња                            |
| 2016—2017. | Сумњива лица                                       | агент за некретнине                 |
| 2016.      | Убице мог оца                                      | полицајац стражар 2                 |
| 2017.      | Сенке над Балканом                                 | официр Александар                   |
| 2018—2020. | Војна академија                                    | Соколов, наставник Жељко            |
| 2018.      | Народно позориште у 10 чинова                      | Драгољуб Сотировић (Краљевић Марко) |
| 2018—2019. | Шифра Деспот                                       | Деспот Деспотовић                   |
| 2019.      | Балканска међа                                     | Србин у кафани                      |
| 2019.      | Далеко је Холивуд                                  | Недељко                             |
| 2019.      | Краљ Петар I                                       | потпоручник Медовић                 |
| 2020-е     |                                                    |                                     |
| 2020.      | 12 речи                                            | Новаковић                           |
| 2020.      | Балканска међа                                     | Србин у кафани                      |
| 2020.      | Изгубљени                                          | Бранислав                           |
| 2021.      | Дрим тим                                           | Јоветић                             |
| 2021.      | Камионџије д. о. о.                                | терапеут/ортопед                    |
| 2022.      | Нечиста крв                                        | пандур Таса                         |
| 2022.      | Коло среће                                         | Трифун                              |
| 2022.      | Клан                                               | Инспектор Госа                      |
| 2021—2022. | Бранилац                                           | Адвокат Тома Фила                   |
| 2023.      | Хероји Халијарда                                   | Веркић                              |
| 2024.      | Руски конзул                                       |                                     |

## Улоге у синхронизацијама
| \| Година синх. \| Филм/серија \| Лик(ови) \| \| ------------ \| ------------------------------------------- \| ------------------------------------------------------------- \| \| 2003. \| Волтрон: Трећа димензија \| Пиџ, Лотор, Коран итд. \| \| 2007. \| Скајленд \| Кортез, Вектор \| \| 2008. \| Ши-Ра: Принцеза моћи \| Хи-Мен итд. \| \| 2009—2012. \| Галактички фудбал (С1—2) \| Блејлок (С1), Артегор Нексус \| \| 2009. \| Ким Опаснић \| Доктор Дракен; Тим Опаснић; Мајмунолики; Сењор Сениор, сениор \| \| 2009. \| Поп Сикрет \| Баз \| \| 2009. \| Тим Галакси \| Боби \| \| 2009. \| Фантастична четворка: Највећи јунаци света \| Рид Ричардс (Е2-26) \| \| 2010—2011. \| Потрага за Делтором \| Оакус, Милн \| \| 2012. \| Разбијач Ралф \| Разбијач Ралф \| \| 2013. \| Код Лиоко: Еволуција \| Директор \| \| 2014. \| Супершпијунке (С5) \| Мартин Мистерија итд. \| \| 2017. \| Кућа Бука \| додатни гласови \| \| 2017. \| Бансен је звер \| Капетан Глупко \| \| 2017—2018. \| Млади мутанти нинџа корњаче (2012) \| Хо Чан (С5) \| \| 2017. \| Светлуцава и Сјајна \| додатни гласови \| \| 2017. \| Тинејџ вештица \| Франциско Алонсо \| \| 2017. \| Хенри Опасност \| Дени Чест, Џим \| \| 2017. \| Развали игру \| Џери Стоун, додатни гласови \| \| 2017. \| Ники, Рики, Дики и Дон \| Директор Таријан (С3Е13-19) \| \| 2018. \| Блејз и чудовишне машине \| додатни гласови \| \| 2018. \| Ја сам Френки \| додатни гласови \| \| 2018. \| Миракулус: Авантуре Бубамаре и Црног Мачора \| Том Дупен, Џалил Кубдел итд. (С1) \| \| 2018. \| Мистерија породице Хантер \| Јут, Питер Питерс, Артур \| \| 2018. \| Најбољи летачи \| Роко (С1) \| \| 2018. \| Ралф растура интернет \| Разбијач Ралф \| \| 2018. \| Ригл акедеми \| Господин Дрво \| \| 2018. \| Тандерменови \| Деструкто итд. \| \| 2018. \| Тата у бегу \| Маркус Барнс \| \| 2018—2021. \| Уздизање нинџа корњача \| Мунин (неке епизоде) итд. \| \| 2018. \| Хеј Арнолде! Закон џунгле \| Дино Спумони, Боб \| \| 2018. \| Чета витезова \| Ратков тата \| \| 2018. \| Школа рока \| Ешер \| \| 2018. \| Ухвати Ејса \| Тајсон, Тајрон \| \| 2019. \| У потрази за Немом (званична синх.) \| Брус \| \| 2020. \| Гамболов чудесни свет \| Ричард Вотерсон \| \| 2020. \| Ратови звезда: Ратови клонова (2008) \| Јода; Корки (С5); додатни гласови \| \| 2020. \| Јабука и Лук \| Нудлица \| \| 2021. \| Рики Зум \| \| \| 2021. \| Тоботи (С4) \| Кук \| \| 2021—2022. \| Трансформерси: Сајберверс (С3) \| Персептор \| \| 2021. \| Бакуган: Оклопни савез \| Водитељ \| \| 2022. \| Бит бубе \| \| \| 2022. \| Мој мали пони: Нова генерација \| Водитељ \| \| 2023. \| Мини Пет Палс \| Метузалем (С1), уводна шпица \| \| 2024. \| Било једном у студију \| Разбијач Ралф \| |                                             |                                                               |
| Година синх. | Филм/серија                                 | Лик(ови)                                                      |
| 2003. | Волтрон: Трећа димензија                    | Пиџ, Лотор, Коран итд.                                        |
| 2007. | Скајленд                                    | Кортез, Вектор                                                |
| 2008. | Ши-Ра: Принцеза моћи                        | Хи-Мен итд.                                                   |
| 2009—2012. | Галактички фудбал (С1—2)                    | Блејлок (С1), Артегор Нексус                                  |
| 2009. | Ким Опаснић                                 | Доктор Дракен; Тим Опаснић; Мајмунолики; Сењор Сениор, сениор |
| 2009. | Поп Сикрет                                  | Баз                                                           |
| 2009. | Тим Галакси                                 | Боби                                                          |
| 2009. | Фантастична четворка: Највећи јунаци света  | Рид Ричардс (Е2-26)                                           |
| 2010—2011. | Потрага за Делтором                         | Оакус, Милн                                                   |
| 2012. | Разбијач Ралф                               | Разбијач Ралф                                                 |
| 2013. | Код Лиоко: Еволуција                        | Директор                                                      |
| 2014. | Супершпијунке (С5)                          | Мартин Мистерија итд.                                         |
| 2017. | Кућа Бука                                   | додатни гласови                                               |
| 2017. | Бансен је звер                              | Капетан Глупко                                                |
| 2017—2018. | Млади мутанти нинџа корњаче (2012)          | Хо Чан (С5)                                                   |
| 2017. | Светлуцава и Сјајна                         | додатни гласови                                               |
| 2017. | Тинејџ вештица                              | Франциско Алонсо                                              |
| 2017. | Хенри Опасност                              | Дени Чест, Џим                                                |
| 2017. | Развали игру                                | Џери Стоун, додатни гласови                                   |
| 2017. | Ники, Рики, Дики и Дон                      | Директор Таријан (С3Е13-19)                                   |
| 2018. | Блејз и чудовишне машине                    | додатни гласови                                               |
| 2018. | Ја сам Френки                               | додатни гласови                                               |
| 2018. | Миракулус: Авантуре Бубамаре и Црног Мачора | Том Дупен, Џалил Кубдел итд. (С1)                             |
| 2018. | Мистерија породице Хантер                   | Јут, Питер Питерс, Артур                                      |
| 2018. | Најбољи летачи                              | Роко (С1)                                                     |
| 2018. | Ралф растура интернет                       | Разбијач Ралф                                                 |
| 2018. | Ригл акедеми                                | Господин Дрво                                                 |
| 2018. | Тандерменови                                | Деструкто итд.                                                |
| 2018. | Тата у бегу                                 | Маркус Барнс                                                  |
| 2018—2021. | Уздизање нинџа корњача                      | Мунин (неке епизоде) итд.                                     |
| 2018. | Хеј Арнолде! Закон џунгле                   | Дино Спумони, Боб                                             |
| 2018. | Чета витезова                               | Ратков тата                                                   |
| 2018. | Школа рока                                  | Ешер                                                          |
| 2018. | Ухвати Ејса                                 | Тајсон, Тајрон                                                |
| 2019. | У потрази за Немом (званична синх.)         | Брус                                                          |
| 2020. | Гамболов чудесни свет                       | Ричард Вотерсон                                               |
| 2020. | Ратови звезда: Ратови клонова (2008)        | Јода; Корки (С5); додатни гласови                             |
| 2020. | Јабука и Лук                                | Нудлица                                                       |
| 2021. | Рики Зум                                    |                                                               |
| 2021. | Тоботи (С4)                                 | Кук                                                           |
| 2021—2022. | Трансформерси: Сајберверс (С3)              | Персептор                                                     |
| 2021. | Бакуган: Оклопни савез                      | Водитељ                                                       |
| 2022. | Бит бубе                                    |                                                               |
| 2022. | Мој мали пони: Нова генерација              | Водитељ                                                       |
| 2023. | Мини Пет Палс                               | Метузалем (С1), уводна шпица                                  |
| 2024. | Било једном у студију                       | Разбијач Ралф                                                 |

## Театрографија
- Женидба и удадба (Факултет драмских уметности, улога – Младожења)
- Аналфабета (Факултет драмских уметности, улога – Начелник)
- Један од осам милиона начина да умрете у Србији (Факултет драмских уметности, улога – Милан)
- Аудиција (Факултет драмских уметности, улога – Алберт)
- Лекција (Позориште ДАДОВ, улога – Професор)
- Принц Жаба (Позориште ДАДОВ, улога – слуга Бил)
- У потрази за изгубљеним временом (Позориште ДАДОВ, улога – Пеџа)
- Госпођица Јулија (Позориште ДАДОВ, улога – Жан)
- Плес ситних демона (Позориште ДАДОВ, улога – Бата)
- Боље јести колаче него мушкарце (Позориште ДАДОВ, улога – Мирослав)
- Оркестар Титаник (Позориште ДАДОВ, улога – Хари)
- Брод љубави (Звездара театар, улога – Василе)
- Доктор Шустер (Звездара театар, улога – Лола)
- Мајстор и Маргарита (Звездара театар, више улога).
- У мочвари (Југословенско драмско позориште, улога – млади Ден)
- Записи из подземља (Југословенско драмско позориште, улога – Симонов)
- Бен (Београдско драмско позориште, улога – Вања)
- Амерички бизон (Установа културе „Вук Стефановић Караџић“, улога – Боби)
- Малограђанска свадба (Установа културе „Вук Стефановић Караџић“, улога – Младожења)
- Трамвај звани самоћа (Установа културе „Вук Стефановић Караџић“, улога – путник)
- Плутање (Културни центар Раковица, улога – Енди)
- Чудо у Поскоковој драги (Народно позориште Суботица, више улога)
- Три украдена романа (Народно позориште Кикинда, улога – Инспектор Никола Васић)
- Зеко, зеко (Народно позориште Кикинда, улога – Жак)
- Мирандолина (Народно позориште Кикинда, улога – Витез)
- Носорог (Народно позориште Кикинда, улога – Жан)
- Каубоји (Народно позориште Кикинда, улога – Иван Шевић)
- Мурлин Мурло (Народно позориште Кикинда, улога – Алекса)
- Мрешћење шарана (Народно позориште Кикинда, улога – Васа Вучуровић)
- Ждрело (Народно позориште Кикинда, улога – Баштован)
- Сумњиво лице (Народно позориште Кикинда, улога – Вића)
- Буба у уху (Народно позориште Кикинда, улога – Турнел)
- Трезнилиште (Народно позориште Кикинда и Установа културе „Вук Стефановић Караџић“, улога –Максим)
- Српска лајка (Народно позориште у Београду и Народно позориште Кикинда, улога – Раде)
- И сваки пут као да је први  (Крушевачко позориште, улоге – Хаџи Риста, Сарош, Калуђер)
- Лепотица Линејна (Крушевачко позориште, улоге – Пако Дули)
- Оливера, кћи Миличина (Крушевачко позориште, улоге – султан Бајазит)
- Калигула (Народно позориште у Београду, улога – Хеликон)
- Дон Жуан (Позориште Театријум, улога – господин Недељковић)
- Јазавац пред судом (Позориште Театријум, улога – Давид Штрбац)